# Dominican University
La Dominican University è un'università privata di indirizzo cattolico con sede a River Forest, nello stato americano del Illinois.
Le origini dell'università si ricollegano con quelle della Saint Clara Female Academy, aperta a Sinsinawa nel 1848 dal missionario domenicano Samuele Mazzuchelli e affidata alle suore domenicane della Congregazione del Santo Rosario. Prese il nome di Rosary College e trasferì la sua sede a River Forest nel 1922. In origine era un istituto esclusivamente femminile, ma nel 1970 iniziò ad ammettere studenti di sesso maschile. Il college adottò il nome di Dominican University nel 1997.